# Glaphyrus aulicus
Glaphyrus aulicus es una especie de coleóptero de la familia Glaphyridae.

## Distribución geográfica
Habita en Siria.